# Amir Masoud Boroumand
Amir Masoud Boroumand (* 12. November 1928 in Teheran; † 8. März 2011 ebenda) war ein iranischer Fußballspieler und Jurist. Er war der Kapitän der iranischen Nationalmannschaft in den 1950er Jahren und Schütze des allerersten Treffers für den Iran. In den 1960er Jahren spielte er auch drei Jahre für den Libanon.

## Leben
Er war das dritte Kind von Mahmanzar Ghovanlou (Mutter) und Nasser Boroumand (Vater). Boroumand studierte Jura in Beirut und promovierte später an der Washington State University in den Vereinigten Staaten. Er sprach persisch, englisch, französisch und arabisch.
Amir Masoud Boroumands Fußballerkarriere begann bei Shahbaz F.C., einem Fußballklub aus der Hauptstadt Teheran, der die dritte Mannschaft des Vereins Shahin F.C. war. Dort spielte er zwei Saisons, ehe er für den Shahin F.C. auf Torejagd ging. Bis 1960 gewann er mit seinem Klub zweimal die Teheraner Meisterschaft, wurde dreimal Vizemeister Teherans, feierte drei Erfolge im Hazfi Cup (Iranischer Pokal).
Boroumand wurde am 26. Oktober 1949 erstmals in das Aufgebot der iranischen Nationalmannschaft berufen. Er schoss dabei das allererste Tor seines Landes im Länderspiel gegen die Türkei, das der Iran mit 1:3 verlor. Im Jahr 1951 nahm er mit dem Iran an den ersten Asienspielen in Neu-Delhi teil und gewann die Silbermedaille, sein größter Erfolg mit der Auswahl Irans. Zwischen den Jahren 1960 bis 1964 spielte er für den Libanon. Sein bestes Spiel im Dress der Libanesen war das 2:3 gegen Jugoslawien, als er beide Treffer erzielte.
Er bestritt insgesamt 13 Spiele für den Iran, in denen er 10 Tore schoss.

## Erfolge
1949 war er allererster Torschütze der iranischen Fußballnationalmannschaft.
Shahin F.C.
- 1947 Vizemeister der Teheraner Stadtmeisterschaft (Tehran Football League)
- 1948 Iranischer Pokalsieger (Hazfi Cup)
- 1949 Iranischer Pokalsieger (Hazfi Cup)
- 1949 Vizemeister der Teheraner Stadtmeisterschaft (Tehran Football League)
- 1950 Iranischer Pokalsieger (Hazfi Cup)
- 1951 Meister der Teheraner Stadtmeisterschaft (Tehran Football League)
- 1953 Iranischer Pokalfinalist (Hazfi Cup)
- 1956 Vizemeister der Teheraner Stadtmeisterschaft (Tehran Football League)
- 1957 Iranischer Pokalfinalist (Hazfi Cup)
- 1958 Meister der Teheraner Stadtmeisterschaft (Tehran Football League)
- 1959 Iranischer Pokalfinalist (Hazfi Cup)

Fußballnationalmannschaft
- 1951 Asienspiele – Silbermedaille